# Maglaj
Maglaj è un comune della Federazione di Bosnia ed Erzegovina situato nel Cantone di Zenica-Doboj con 24.980 abitanti al censimento 2013.
Nel maggio 2014 la città è stata duramente colpita da un'alluvione.